# SIG KE-7
La SIG KE-7 o SIG Neuhausen KE-7 è una mitragliatrice leggera progettata e prodotta dalla SIG in Svizzera nel decennio antecedente alla seconda guerra mondiale. Sebbene sia stato esportato, non è mai stato utilizzato dall'esercito svizzero.

## Descrizione
La SIG KE7 è una mitragliatrice leggera raffreddata ad aria, con azionamento a rinculo. È alimentato da un caricatore con scatola curva montato sul lato inferiore dell'arma, che contiene 25 colpi.

## Storia
La mitragliatrice leggera KE7 è stata progettata da Pál Király e Gotthard End presso lo stabilimento SIG per armi leggere di Neuhausen am Rheinfall. La produzione iniziò nel 1929, con la maggior parte delle armi che venivano esportate nella Repubblica di Cina dotate delle munizioni Mauser di 7,92 × 57 mm. Alcune mitragliatrici KE-7 sono state realizzate anche in altri calibri per l'esportazione in America Latina ed Etiopia